# معسكر الدولة (إسرائيل)
تحالف الوحدة الوطنية أو معسكر الدولة (بالعبرية: המחנה הממלכתי‏) هاماخاني هاماملاختي)  هو تحالف سياسي إسرائيلي يتكون من بيني غانتس رئيس أركان الجيش الإسرائيلي السابق، وحزب الصمود الإسرائيلي ورئيس أركان الجيش الإسرائيلي السابق غادي أيزنكوت.
تم إنشاء التحالف للمشاركة في الانتخابات التشريعية الإسرائيلية لعام 2022. وأصبح منذ 12 أكتوبر 2023 جزءًا من الحكومة السابعة والثلاثين لإسرائيل، بقيادة بنيامين نتنياهو. وانسحب حزب الأمل الجديد بزعامة جدعون ساعر من التحالف في مارس 2024.

## تاريخ

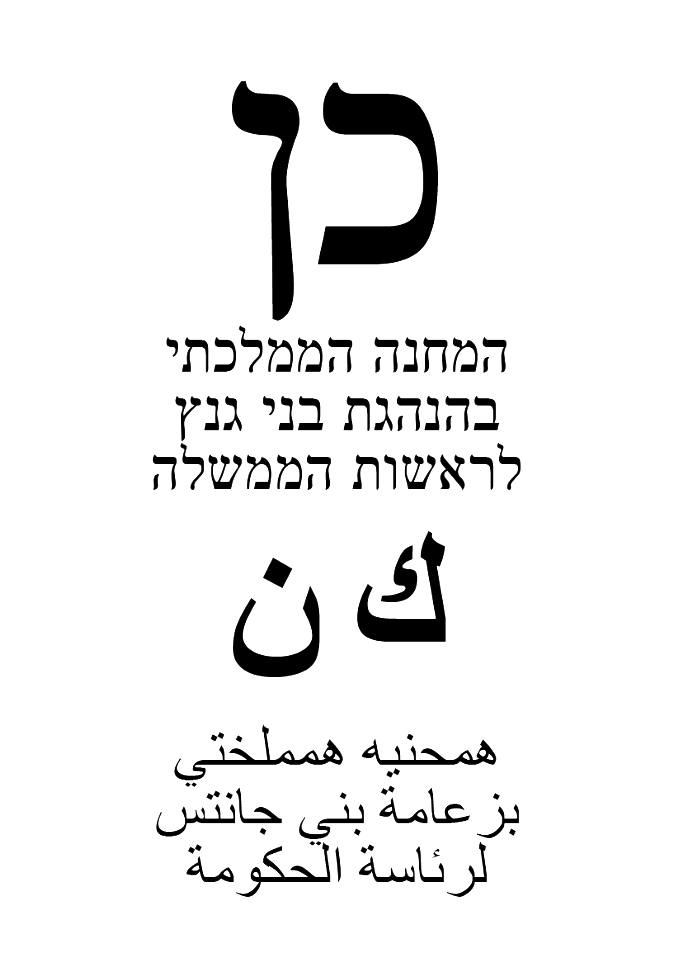
ورقة الاقتراع التي استخدمها تحالف معسكر الدولة خلال انتخابات 2022

أعلن غانتس وساعر عن تحالف بين حزبيهما في 10 يوليو/تموز،  والذي أطلق عليه في البداية اسم "أزرق أبيض الأمل الجديد".  وانضم إلى التحالف رئيس أركان الجيش الإسرائيلي السابق غادي أيزنكوت وعضو الكنيست السابق عن حزب يمينا ماتان كاهانا في 14 أغسطس، وعندها تم تغيير اسم التحالف إلى معسكر الدولة.  عضو الكنيست شيرلي بينتو انضمت إلى الحزب في 22 أغسطس.  وحصل التحالف على 12 مقعدا في الانتخابات. 
خمسة أعضاء من الحزب ( بيني غانتس، غادي أيزنكوت، جدعون ساعر، هيلي تروبر، يفعات شاشا بيتون ) انضموا إلى الحكومة الإسرائيلية السابعة والثلاثين كوزراء بدون حقيبة في أكتوبر 2023، بعد اندلاع الحرب بين إسرائيل وحماس.؛ وانضم غانتس وآيزنكوت أيضًا إلى حكومة الحرب الإسرائيلية.  أعلن ساعر في 12 مارس 2024 أن الأمل الجديد سيترك تحالف معسكر الدولة، وسيصبح مرة أخرى فصيلًا مستقلاً.  وتمت الموافقة على التقسيم في اليوم التالي. 

## التشكيل
| اسم | اسم                             | الأيديولوجيا | التوجه               | قائد       | أعضاء الكنيست الحاليين |
| --- | ------------------------------- | ------------ | -------------------- | ---------- | ---------------------- |
|     | الصمود الإسرئيلي الأزرق والأبيض | صهيونية      | الوسط إلى يمين الوسط | بيني غانتس | 6 / 120                |
|     | مستقلون                         |              |                      |            | 2 / 120                |

## أعضاء الكنيست
| فترة الكنيست          | مقاعد | أعضاء |
| --------------------- | ----- | --- |
| 2022-2024             | 12    | بيني غانتس، جدعون ساعر، غادي آيزنكوت، بنينا تمانو شاتا، يفعات شاشا بيطون، هيلي تروبر، زئيف إلكين، ميخائيل بيتون، ماتان كاهانا، أوريت فركاش هكوهين، شارين هاسكل، ألون شوستر |
| 2024 إلى الوقت الحاضر | 8     | بيني غانتس، غادي آيزنكوت، بنينا تمانو-شطا، هيلي تروبر، ميخائيل بيتون، ماتان كاهانا، أوريت فركاش هكوهين، ألون شوستر                                                         |

## القادة
| قائد | قائد | قائد       | تولى منصبه | ترك المكتب |
| ---- | ---- | ---------- | ---------- | ---------- |
|      |      | بيني غانتس | 2022       | حتى الآن   |

## نتائج انتخابات الكنيست
| انتخاب | قائد       | الأصوات | %    | مقاعد    |
| ------ | ---------- | ------- | ---- | -------- |
| 2022   | بيني غانتس | 432,376 | 9.08 | 12 / 120 |